# Meridià 120 a l'est
El meridià 120 a l'est de Greenwich és una línia de longitud que s'estén des del pol Nord travessant l'oceà Àrtic, Àsia, l'oceà Índic, l'oceà Antàrtic, Austràlia i l'Antàrtida fins al pol Sud.
El meridià 120 a l'est forma un cercle màxim amb el meridià 60 a l'oest. Com tots els altres meridians, la seva longitud correspon a una semicircumferència terrestre, uns 20.003,932 km. Al nivell de l'Equador, és a una distància del meridià de Greenwich de 13.358 km.

## De Pol a Pol
Començant en el pol Nord i dirigint-se cap al pol Sud, aquest meridià travessa:
| Coordenades                               | País, territori o mar        | Notes |
| ----------------------------------------- | ---------------------------- | --- |
| 90° 0′ N, 120° 0′ E / 90.000°N,120.000°E  | Oceà Àrtic                   | |
| 78° 22′ N, 120° 0′ E / 78.367°N,120.000°E | Mar de Làptev                | |
| 73° 10′ N, 120° 0′ E / 73.167°N,120.000°E | Rússia                       | Sakhà óblast de l'Amur — des de 56° 55′ N, 120° 0′ E / 56.917°N,120.000°E Krai de Zabaikàlie — des de 56° 30′ N, 120° 0′ E / 56.500°N,120.000°E                                                          |
| 51° 31′ N, 120° 0′ E / 51.517°N,120.000°E | República Popular de la Xina | Mongòlia Interior Liaoning – des de 41° 42′ N, 120° 0′ E / 41.700°N,120.000°E |
| 40° 4′ N, 120° 0′ E / 40.067°N,120.000°E  | Mar de Bohai                 | |
| 37° 25′ N, 120° 0′ E / 37.417°N,120.000°E | República Popular de la Xina | Shandong (Península de Shandong) |
| 35° 43′ N, 120° 0′ E / 35.717°N,120.000°E | Mar Groc                     | |
| 34° 26′ N, 120° 0′ E / 34.433°N,120.000°E | República Popular de la Xina | Jiangsu Zhejiang – des de 31° 1′ N, 120° 0′ E / 31.017°N,120.000°E, passa a l'oest de Hangzhou (at 30° 15′ N, 120° 10′ E / 30.250°N,120.167°E) Fujian – des de 27° 19′ N, 120° 0′ E / 27.317°N,120.000°E |
| 26° 36′ N, 120° 0′ E / 26.600°N,120.000°E | Mar de la Xina Oriental      | |
| 25° 23′ N, 120° 0′ E / 25.383°N,120.000°E | Mar de la Xina Meridional    | Passa entre l'Estret de Taiwan, a l'oest de l'illa de Taiwan, República de la Xina (a 23° 5′ N, 120° 2′ E / 23.083°N,120.033°E)                                                                          |
| 16° 20′ N, 120° 0′ E / 16.333°N,120.000°E | Filipines                    | Illes de Cabarruyan i Luzon |
| 15° 17′ N, 120° 0′ E / 15.283°N,120.000°E | Mar de la Xina Meridional    | passa a l'oest de l'illa de Lubang, Filipines (a 13° 53′ N, 120° 1′ E / 13.883°N,120.017°E) |
| 12° 16′ N, 120° 0′ E / 12.267°N,120.000°E | Filipines                    | Illes de Busuanga i Culion |
| 11° 41′ N, 120° 0′ E / 11.683°N,120.000°E | Mar de Sulu                  | |
| 10° 34′ N, 120° 0′ E / 10.567°N,120.000°E | Filipines                    | Illa de Dumaran |
| 10° 33′ N, 120° 0′ E / 10.550°N,120.000°E | Mar de Sulu                  | Passa entre els esculls de Tubbataha, Filipines (a 8° 55′ N, 120° 0′ E / 8.917°N,120.000°E) |
| 5° 56′ N, 120° 0′ E / 5.933°N,120.000°E   | Filipines                    | Illa de Laparan |
| 5° 52′ N, 120° 0′ E / 5.867°N,120.000°E   | Mar de Sulu                  | |
| 5° 14′ N, 120° 0′ E / 5.233°N,120.000°E   | Filipines                    | Illes de Tawi-Tawi i Bilatan |
| 4° 57′ N, 120° 0′ E / 4.950°N,120.000°E   | Mar de Cèlebes               | |
| 1° 12′ N, 120° 0′ E / 1.200°N,120.000°E   | Estret de Macassar           | |
| 0° 29′ N, 120° 0′ E / 0.483°N,120.000°E   | Indonèsia                    | Illa de Sulawesi |
| 5° 34′ S, 120° 0′ E / 5.567°S,120.000°E   | Mar de Flores                | |
| 8° 27′ S, 120° 0′ E / 8.450°S,120.000°E   | Indonèsia                    | Illa de Flores (Indonèsia) |
| 8° 49′ S, 120° 0′ E / 8.817°S,120.000°E   | Estret de Sumba              | |
| 9° 22′ S, 120° 0′ E / 9.367°S,120.000°E   | Indonèsia                    | Illa de Sumba |
| 10° 2′ S, 120° 0′ E / 10.033°S,120.000°E  | Oceà Índic                   | |
| 19° 56′ S, 120° 0′ E / 19.933°S,120.000°E | Austràlia                    | Austràlia Occidental |
| 33° 56′ S, 120° 0′ E / 33.933°S,120.000°E | Oceà Índic                   | Les autoritats australianes consideren això com a part de l'oceà Antàrtic[3][4] |
| 60° 0′ S, 120° 0′ E / 60.000°S,120.000°E  | Oceà Antàrtic                | |
| 66° 52′ S, 120° 0′ E / 66.867°S,120.000°E | Antàrtida                    | Territori Antàrtic Australià, reclamat per Austràlia |